# Shuji Fujimoto
Shuji Fujimoto (født 10. april 1988) er en tidligere japansk fodboldspiller.
Han har spillet for flere forskellige klubber i sin karriere, herunder JEF United Chiba og Gainare Tottori.